# Segunda División de México 2014-15
La Temporada 2014-15 de la Segunda División fue la LXV temporada de torneos de la Segunda División de México. Se dividió en dos torneos cortos, el torneo Apertura 2014 y el torneo Clausura 2015.
La Segunda División se divide en dos ligas, la Liga Premier de Ascenso y la Liga de Nuevos Talentos. Cada liga jugó los torneos Apertura 2014 y Clausura 2015 por separado.

## Temporada 2014-15 Liga Premier de Ascenso
La Temporada 2014-15 de la Liga Premier de Ascenso se dividió en dos torneos cortos, el torneo Apertura 2014 y el torneo Clausura 2015. El campeón del torneo Apertura 2014 jugó contra el campeón del torneo Clausura 2015, para así poder determinar quien ascendería a la Liga de Ascenso.

### Equipos participantes

#### Grupo 1
| - 1 Cimarrones - 2 Deportivo Tepic - 3 Durango - 4 Estudiantes - 5 Gallos Blancos - 6 Murciélagos - 7 Reynosa |  | - 8 Santos - 9 Tampico Madero - 10 Universidad Autónoma de Chihuahua - 11 Universidad Autónoma de Ciudad Juárez - 12 Universidad Autónoma de Zacatecas - 13 Universidad de Colima |

#### Grupo 2
| - 1 Atlético Chiapas - 2 Atlético Coatzacoalcos - 3 Atlético Veracruz - 4 Cruz Azul Hidalgo - 5 Inter Playa - 6 Internacional - 7 Ocelotes UNACH |  | - 8 Orizaba - 9 Pioneros - 10 Real Cuautitlán - 11 Teca UTN - 12 Tlaxcala - 13 Toros Neza - 14 Universidad Autónoma del Estado de México |

## Temporada 2014-15 Liga de Nuevos Talentos
La Temporada 2014-15 de la Liga de Nuevos Talentos se dividió en dos torneos cortos, el torneo Apertura 2014 y el torneo Clausura 2015. El campeón del torneo Apertura 2014 jugó contra el campeón del torneo Clausura 2015, para así poder determinar quien ascendería a la Liga Premier de Ascenso.

### Equipos participantes

#### Grupo 1
| - 1 Alebrijes - 2 Alto Rendimiento Tuzo - 3 América Coapa - 4 Cañoñeros de Campeche - 5 Centro Universitario del Fútbol - 6 Cuautla B - 7 Deportivo Nuevo Chimalhuacán |  | - 8 Lobos Prepa - 9 Patriotas de Córdoba - 10 Pumas Naucalpan - 11 Selva Cañera - 12 Garzas UAEH - 13 Zorros U.S.M.H.N - 14 Potros Zitácuaro |

#### Grupo 2
| - 1 Académicos de Atlas - 2 Atlético San Luis B - 3 Cachorros de la UANL - 4 Calor de San Pedro - 5 Celaya B - 6 Chivas Rayadas - 7 Deportivo San Juan |  | - 8 Mineros de Fresnillo FC - 9 Necaxa B - 10 Real Zamora - 11 Reboceros de la Piedad - 12 Tigres Sahuayo - 13 Topos de Reynosa - 14 U.A Tamaulipas |

## Final por el ascenso a la Liga Premier de Ascenso
La Final de Ascenso se llevó a cabo en dos encuentros, un partido de ida y un partido de vuelta.

### Final - Ida
| 1     | POR   | José Luis Urbina                 |     |
| 4     | DEF   | Christian Morales Velóz          | 80' |
| 25    | DEF   | Luis Orlando Covarrubias         |     |
| 6     | DEF   | José Antonio González Villagrana | 67' |
| 22    | DEF   | Pedro Jiménez Trejo              |     |
| 7     | MED   | Luis Fernando Uribe              |     |
| 8     | MED   | José Miguel Ocampo               |     |
| 10    | MED   | Christian Blanco Martínez        |     |
| 14    | MED   | Jorge Luis Devora Nabor          |     |
| 5     | DEL   | Rubén Darío Ruiz                 |     |
| 31    | DEL   | Christian Muñoz Sánchez          | 75' |
| D. T. | D. T. | Rubén Hernández                  |     |

| 1     | POR   | José Luis Hernández Cerrillo |     |
| 4     | DEF   | Alexis Guinto                |     |
| 5     | DEF   | Carlos Ramón Gil             |     |
| 21    | DEF   | Erick Sánchez Cacho          |     |
| 13    | DEF   | Jorge Humberto Medina        |     |
| 2     | MED   | Gerardo Luevano              | 73' |
| 7     | MED   | Humberto Benítez             |     |
| 14    | MED   | Antonio de Jesús Chavarría   |     |
| 8     | MED   | César Nicolás Gutiérrez      |     |
| 10    | DEL   | Sergio Lizárraga             |     |
| 24    | DEL   | Jhonatan Piñón               |     |
| D. T. | D. T. | Carlos Francisco Torres      |     |

| 12 | Centrocampista | Daniel Cabello          | 67' |
| 16 | Delantero      | Eduardo del Río         | 75' |
| 24 | Defensa        | Pedro Guerra de la Cruz | 80' |

| 11 | Centrocampista | Carlos Valle Isidro | 67' |

| 33' | Jorge Luis Devora Nabor | 1:0 |

| Anotado · Anotado | ? | : |

| Amonestado · Amonestado | ? |

| 62' | Gerardo Luevano |

| Expulsado · Otorgado · Expulsado | ? |

| Expulsado · Otorgado · Expulsado | ? |

| Principal  | Aldo Cano Martínez         |
| Asistentes | Luis Castillo Márquez      |
|            | José Daniel Sánchez Huerta |
| Cuarto     | Oziel Méndez de Anda       |

|                    |   |   |
| Tiros              | - | - |
| Tiros a puerta     | - | - |
| Faltas             | - | - |
| Saques de esquina  | - | - |
| Penaltis           | - | - |
| Fueras de juego    | - | - |
| Posesión del balón | % | % |

| Alineación inicial |

| 1     | POR   | José Luis Urbina                 |     |
| 4     | DEF   | Christian Morales Velóz          | 80' |
| 25    | DEF   | Luis Orlando Covarrubias         |     |
| 6     | DEF   | José Antonio González Villagrana | 67' |
| 22    | DEF   | Pedro Jiménez Trejo              |     |
| 7     | MED   | Luis Fernando Uribe              |     |
| 8     | MED   | José Miguel Ocampo               |     |
| 10    | MED   | Christian Blanco Martínez        |     |
| 14    | MED   | Jorge Luis Devora Nabor          |     |
| 5     | DEL   | Rubén Darío Ruiz                 |     |
| 31    | DEL   | Christian Muñoz Sánchez          | 75' |
| D. T. | D. T. | Rubén Hernández                  |     |

| 1     | POR   | José Luis Hernández Cerrillo |     |
| 4     | DEF   | Alexis Guinto                |     |
| 5     | DEF   | Carlos Ramón Gil             |     |
| 21    | DEF   | Erick Sánchez Cacho          |     |
| 13    | DEF   | Jorge Humberto Medina        |     |
| 2     | MED   | Gerardo Luevano              | 73' |
| 7     | MED   | Humberto Benítez             |     |
| 14    | MED   | Antonio de Jesús Chavarría   |     |
| 8     | MED   | César Nicolás Gutiérrez      |     |
| 10    | DEL   | Sergio Lizárraga             |     |
| 24    | DEL   | Jhonatan Piñón               |     |
| D. T. | D. T. | Carlos Francisco Torres      |     |

| 12 | Centrocampista | Daniel Cabello          | 67' |
| 16 | Delantero      | Eduardo del Río         | 75' |
| 24 | Defensa        | Pedro Guerra de la Cruz | 80' |

| 11 | Centrocampista | Carlos Valle Isidro | 67' |

| 33' | Jorge Luis Devora Nabor | 1:0 |

| Anotado · Anotado | ? | : |

| Amonestado · Amonestado | ? |

| 62' | Gerardo Luevano |

| Expulsado · Otorgado · Expulsado | ? |

| Expulsado · Otorgado · Expulsado | ? |

| Principal  | Aldo Cano Martínez         |
| Asistentes | Luis Castillo Márquez      |
|            | José Daniel Sánchez Huerta |
| Cuarto     | Oziel Méndez de Anda       |

|                    |   |   |
| Tiros              | - | - |
| Tiros a puerta     | - | - |
| Faltas             | - | - |
| Saques de esquina  | - | - |
| Penaltis           | - | - |
| Fueras de juego    | - | - |
| Posesión del balón | % | % |

| Alineación inicial |

| 1     | POR   | José Luis Urbina                 |     |
| 4     | DEF   | Christian Morales Velóz          | 80' |
| 25    | DEF   | Luis Orlando Covarrubias         |     |
| 6     | DEF   | José Antonio González Villagrana | 67' |
| 22    | DEF   | Pedro Jiménez Trejo              |     |
| 7     | MED   | Luis Fernando Uribe              |     |
| 8     | MED   | José Miguel Ocampo               |     |
| 10    | MED   | Christian Blanco Martínez        |     |
| 14    | MED   | Jorge Luis Devora Nabor          |     |
| 5     | DEL   | Rubén Darío Ruiz                 |     |
| 31    | DEL   | Christian Muñoz Sánchez          | 75' |
| D. T. | D. T. | Rubén Hernández                  |     |

| 1     | POR   | José Luis Hernández Cerrillo |     |
| 4     | DEF   | Alexis Guinto                |     |
| 5     | DEF   | Carlos Ramón Gil             |     |
| 21    | DEF   | Erick Sánchez Cacho          |     |
| 13    | DEF   | Jorge Humberto Medina        |     |
| 2     | MED   | Gerardo Luevano              | 73' |
| 7     | MED   | Humberto Benítez             |     |
| 14    | MED   | Antonio de Jesús Chavarría   |     |
| 8     | MED   | César Nicolás Gutiérrez      |     |
| 10    | DEL   | Sergio Lizárraga             |     |
| 24    | DEL   | Jhonatan Piñón               |     |
| D. T. | D. T. | Carlos Francisco Torres      |     |

| 12 | Centrocampista | Daniel Cabello          | 67' |
| 16 | Delantero      | Eduardo del Río         | 75' |
| 24 | Defensa        | Pedro Guerra de la Cruz | 80' |

| 11 | Centrocampista | Carlos Valle Isidro | 67' |

| 33' | Jorge Luis Devora Nabor | 1:0 |

| Anotado · Anotado | ? | : |

| Amonestado · Amonestado | ? |

| 62' | Gerardo Luevano |

| Expulsado · Otorgado · Expulsado | ? |

| Expulsado · Otorgado · Expulsado | ? |

| Principal  | Aldo Cano Martínez         |
| Asistentes | Luis Castillo Márquez      |
|            | José Daniel Sánchez Huerta |
| Cuarto     | Oziel Méndez de Anda       |

|                    |   |   |
| Tiros              | - | - |
| Tiros a puerta     | - | - |
| Faltas             | - | - |
| Saques de esquina  | - | - |
| Penaltis           | - | - |
| Fueras de juego    | - | - |
| Posesión del balón | % | % |

| Alineación inicial |

| 1     | POR   | José Luis Urbina                 |     |
| 4     | DEF   | Christian Morales Velóz          | 80' |
| 25    | DEF   | Luis Orlando Covarrubias         |     |
| 6     | DEF   | José Antonio González Villagrana | 67' |
| 22    | DEF   | Pedro Jiménez Trejo              |     |
| 7     | MED   | Luis Fernando Uribe              |     |
| 8     | MED   | José Miguel Ocampo               |     |
| 10    | MED   | Christian Blanco Martínez        |     |
| 14    | MED   | Jorge Luis Devora Nabor          |     |
| 5     | DEL   | Rubén Darío Ruiz                 |     |
| 31    | DEL   | Christian Muñoz Sánchez          | 75' |
| D. T. | D. T. | Rubén Hernández                  |     |

| 1     | POR   | José Luis Hernández Cerrillo |     |
| 4     | DEF   | Alexis Guinto                |     |
| 5     | DEF   | Carlos Ramón Gil             |     |
| 21    | DEF   | Erick Sánchez Cacho          |     |
| 13    | DEF   | Jorge Humberto Medina        |     |
| 2     | MED   | Gerardo Luevano              | 73' |
| 7     | MED   | Humberto Benítez             |     |
| 14    | MED   | Antonio de Jesús Chavarría   |     |
| 8     | MED   | César Nicolás Gutiérrez      |     |
| 10    | DEL   | Sergio Lizárraga             |     |
| 24    | DEL   | Jhonatan Piñón               |     |
| D. T. | D. T. | Carlos Francisco Torres      |     |

| 12 | Centrocampista | Daniel Cabello          | 67' |
| 16 | Delantero      | Eduardo del Río         | 75' |
| 24 | Defensa        | Pedro Guerra de la Cruz | 80' |

| 11 | Centrocampista | Carlos Valle Isidro | 67' |

| 33' | Jorge Luis Devora Nabor | 1:0 |

| Anotado · Anotado | ? | : |

| Amonestado · Amonestado | ? |

| 62' | Gerardo Luevano |

| Expulsado · Otorgado · Expulsado | ? |

| Expulsado · Otorgado · Expulsado | ? |

| Principal  | Aldo Cano Martínez         |
| Asistentes | Luis Castillo Márquez      |
|            | José Daniel Sánchez Huerta |
| Cuarto     | Oziel Méndez de Anda       |

|                    |   |   |
| Tiros              | - | - |
| Tiros a puerta     | - | - |
| Faltas             | - | - |
| Saques de esquina  | - | - |
| Penaltis           | - | - |
| Fueras de juego    | - | - |
| Posesión del balón | % | % |

| Alineación inicial |

### Final - Vuelta
| 1     | POR   | José Luis Hernández Cerrillo      |     |
| 2     | DEF   | Gerardo Luevano Delgadillo        | 68  |
| 4     | DEF   | Alexis Guinto Valencia            |     |
| 5     | DEF   | Carlos Ramón Gil Covarrubias      |     |
| 7     | DEF   | Humberto Benítez Cervantes        | 109 |
| 8     | MED   | César Nicolás Gutiérrez Rodríguez |     |
| 10    | MED   | Sergio Antonio Lizarraga Ramos    |     |
| 13    | MED   | Jorge Humberto Medina Martínez    | 49  |
| 14    | MED   | Antonio de Jesús Chavarría Vargas |     |
| 21    | DEL   | Erik Sánchez Cacho                |     |
| 24    | DEL   | Jhonatan Esau Piñón Solís         |     |
| D. T. | D. T. | Carlos Francisco Torres Ascencio  |     |

| 1     | POR   | José Luis Urbina Puente          |     |
| 4     | DEF   | Cristian Adán Morales Velóz      |     |
| 5     | DEF   | Rubén Darío Ruíz Guerrero        | 72  |
| 6     | DEF   | José Antonio González Villagrana |     |
| 7     | DEF   | Luis Fernando Uribe Pacheco      | 79  |
| 8     | MED   | José Miguel Ocampo Ibarra        | 111 |
| 10    | MED   | Juan Christian Blanco Martínez   |     |
| 14    | MED   | Jorge Luis Devora Nabor          |     |
| 16    | MED   | Eduardo del Río Flores           |     |
| 25    | DEL   | Orlando Sánchez Luis             |     |
| 29    | DEL   | Gabriel Iván Gómez Coibán        |     |
| D. T. | D. T. | Rubén Hernández Sánchez          |     |

| 6  | Centrocampista | Víctor Arnulfo Ávila Fierro | 49  |
| 26 | Centrocampista | Jonathan Raygoza Gutiérrez  | 68  |
| 3  | Defensa        | Juan Manuel Macías Pérez    | 109 |

| 31 | Delantero      | Christian Noé Muñoz Sánchez    | 72  |
| 2  | Delantero      | Edgar Abraham Medina Santacruz | 79  |
| 22 | Centrocampista | Pedro Jiménez Trejo            | 111 |

| 73' · 84' · 104' | Humberto Benítez Cervantes Carlos Ramón Gil Covarrubias Jhonatan Esau Piñón Solís | 1:1 2:1 3:1 |

| 25' · 119' | Rubén Darío Ruíz Guerrero Eduardo del Río Flores | 0:1 3:2 |

| Sí · Sí · Sí · No · No | ? | 1:0 2:1 3:2 3:3 3:4 |

| Sí · Sí · Sí · Sí · No | ? | 1:1 2:2 3:3 3:4 |

| 47' | José Antonio González Villagrana |

| 14' · 81' | Cristian Adán Morales Velóz Erik Sánchez Cacho |

| Principal  | Edgar Allan Morales Olvera   |
| Asistentes | José Juan Rizo González      |
|            | Iván Joel Martínez Marmolejo |
| Cuarto     | Arturo Isai González Montiel |

|                    |   |   |
| Tiros              | - | - |
| Tiros a puerta     | - | - |
| Faltas             | - | - |
| Saques de esquina  | - | - |
| Penaltis           | - | - |
| Fueras de juego    | - | - |
| Posesión del balón | % | % |

| Alineación inicial |

| 1     | POR   | José Luis Hernández Cerrillo      |     |
| 2     | DEF   | Gerardo Luevano Delgadillo        | 68  |
| 4     | DEF   | Alexis Guinto Valencia            |     |
| 5     | DEF   | Carlos Ramón Gil Covarrubias      |     |
| 7     | DEF   | Humberto Benítez Cervantes        | 109 |
| 8     | MED   | César Nicolás Gutiérrez Rodríguez |     |
| 10    | MED   | Sergio Antonio Lizarraga Ramos    |     |
| 13    | MED   | Jorge Humberto Medina Martínez    | 49  |
| 14    | MED   | Antonio de Jesús Chavarría Vargas |     |
| 21    | DEL   | Erik Sánchez Cacho                |     |
| 24    | DEL   | Jhonatan Esau Piñón Solís         |     |
| D. T. | D. T. | Carlos Francisco Torres Ascencio  |     |

| 1     | POR   | José Luis Urbina Puente          |     |
| 4     | DEF   | Cristian Adán Morales Velóz      |     |
| 5     | DEF   | Rubén Darío Ruíz Guerrero        | 72  |
| 6     | DEF   | José Antonio González Villagrana |     |
| 7     | DEF   | Luis Fernando Uribe Pacheco      | 79  |
| 8     | MED   | José Miguel Ocampo Ibarra        | 111 |
| 10    | MED   | Juan Christian Blanco Martínez   |     |
| 14    | MED   | Jorge Luis Devora Nabor          |     |
| 16    | MED   | Eduardo del Río Flores           |     |
| 25    | DEL   | Orlando Sánchez Luis             |     |
| 29    | DEL   | Gabriel Iván Gómez Coibán        |     |
| D. T. | D. T. | Rubén Hernández Sánchez          |     |

| 6  | Centrocampista | Víctor Arnulfo Ávila Fierro | 49  |
| 26 | Centrocampista | Jonathan Raygoza Gutiérrez  | 68  |
| 3  | Defensa        | Juan Manuel Macías Pérez    | 109 |

| 31 | Delantero      | Christian Noé Muñoz Sánchez    | 72  |
| 2  | Delantero      | Edgar Abraham Medina Santacruz | 79  |
| 22 | Centrocampista | Pedro Jiménez Trejo            | 111 |

| 73' · 84' · 104' | Humberto Benítez Cervantes Carlos Ramón Gil Covarrubias Jhonatan Esau Piñón Solís | 1:1 2:1 3:1 |

| 25' · 119' | Rubén Darío Ruíz Guerrero Eduardo del Río Flores | 0:1 3:2 |

| Sí · Sí · Sí · No · No | ? | 1:0 2:1 3:2 3:3 3:4 |

| Sí · Sí · Sí · Sí · No | ? | 1:1 2:2 3:3 3:4 |

| 47' | José Antonio González Villagrana |

| 14' · 81' | Cristian Adán Morales Velóz Erik Sánchez Cacho |

| Principal  | Edgar Allan Morales Olvera   |
| Asistentes | José Juan Rizo González      |
|            | Iván Joel Martínez Marmolejo |
| Cuarto     | Arturo Isai González Montiel |

|                    |   |   |
| Tiros              | - | - |
| Tiros a puerta     | - | - |
| Faltas             | - | - |
| Saques de esquina  | - | - |
| Penaltis           | - | - |
| Fueras de juego    | - | - |
| Posesión del balón | % | % |

| Alineación inicial |

| 1     | POR   | José Luis Hernández Cerrillo      |     |
| 2     | DEF   | Gerardo Luevano Delgadillo        | 68  |
| 4     | DEF   | Alexis Guinto Valencia            |     |
| 5     | DEF   | Carlos Ramón Gil Covarrubias      |     |
| 7     | DEF   | Humberto Benítez Cervantes        | 109 |
| 8     | MED   | César Nicolás Gutiérrez Rodríguez |     |
| 10    | MED   | Sergio Antonio Lizarraga Ramos    |     |
| 13    | MED   | Jorge Humberto Medina Martínez    | 49  |
| 14    | MED   | Antonio de Jesús Chavarría Vargas |     |
| 21    | DEL   | Erik Sánchez Cacho                |     |
| 24    | DEL   | Jhonatan Esau Piñón Solís         |     |
| D. T. | D. T. | Carlos Francisco Torres Ascencio  |     |

| 1     | POR   | José Luis Urbina Puente          |     |
| 4     | DEF   | Cristian Adán Morales Velóz      |     |
| 5     | DEF   | Rubén Darío Ruíz Guerrero        | 72  |
| 6     | DEF   | José Antonio González Villagrana |     |
| 7     | DEF   | Luis Fernando Uribe Pacheco      | 79  |
| 8     | MED   | José Miguel Ocampo Ibarra        | 111 |
| 10    | MED   | Juan Christian Blanco Martínez   |     |
| 14    | MED   | Jorge Luis Devora Nabor          |     |
| 16    | MED   | Eduardo del Río Flores           |     |
| 25    | DEL   | Orlando Sánchez Luis             |     |
| 29    | DEL   | Gabriel Iván Gómez Coibán        |     |
| D. T. | D. T. | Rubén Hernández Sánchez          |     |

| 6  | Centrocampista | Víctor Arnulfo Ávila Fierro | 49  |
| 26 | Centrocampista | Jonathan Raygoza Gutiérrez  | 68  |
| 3  | Defensa        | Juan Manuel Macías Pérez    | 109 |

| 31 | Delantero      | Christian Noé Muñoz Sánchez    | 72  |
| 2  | Delantero      | Edgar Abraham Medina Santacruz | 79  |
| 22 | Centrocampista | Pedro Jiménez Trejo            | 111 |

| 73' · 84' · 104' | Humberto Benítez Cervantes Carlos Ramón Gil Covarrubias Jhonatan Esau Piñón Solís | 1:1 2:1 3:1 |

| 25' · 119' | Rubén Darío Ruíz Guerrero Eduardo del Río Flores | 0:1 3:2 |

| Sí · Sí · Sí · No · No | ? | 1:0 2:1 3:2 3:3 3:4 |

| Sí · Sí · Sí · Sí · No | ? | 1:1 2:2 3:3 3:4 |

| 47' | José Antonio González Villagrana |

| 14' · 81' | Cristian Adán Morales Velóz Erik Sánchez Cacho |

| Principal  | Edgar Allan Morales Olvera   |
| Asistentes | José Juan Rizo González      |
|            | Iván Joel Martínez Marmolejo |
| Cuarto     | Arturo Isai González Montiel |

|                    |   |   |
| Tiros              | - | - |
| Tiros a puerta     | - | - |
| Faltas             | - | - |
| Saques de esquina  | - | - |
| Penaltis           | - | - |
| Fueras de juego    | - | - |
| Posesión del balón | % | % |

| Alineación inicial |

| 1     | POR   | José Luis Hernández Cerrillo      |     |
| 2     | DEF   | Gerardo Luevano Delgadillo        | 68  |
| 4     | DEF   | Alexis Guinto Valencia            |     |
| 5     | DEF   | Carlos Ramón Gil Covarrubias      |     |
| 7     | DEF   | Humberto Benítez Cervantes        | 109 |
| 8     | MED   | César Nicolás Gutiérrez Rodríguez |     |
| 10    | MED   | Sergio Antonio Lizarraga Ramos    |     |
| 13    | MED   | Jorge Humberto Medina Martínez    | 49  |
| 14    | MED   | Antonio de Jesús Chavarría Vargas |     |
| 21    | DEL   | Erik Sánchez Cacho                |     |
| 24    | DEL   | Jhonatan Esau Piñón Solís         |     |
| D. T. | D. T. | Carlos Francisco Torres Ascencio  |     |

| 1     | POR   | José Luis Urbina Puente          |     |
| 4     | DEF   | Cristian Adán Morales Velóz      |     |
| 5     | DEF   | Rubén Darío Ruíz Guerrero        | 72  |
| 6     | DEF   | José Antonio González Villagrana |     |
| 7     | DEF   | Luis Fernando Uribe Pacheco      | 79  |
| 8     | MED   | José Miguel Ocampo Ibarra        | 111 |
| 10    | MED   | Juan Christian Blanco Martínez   |     |
| 14    | MED   | Jorge Luis Devora Nabor          |     |
| 16    | MED   | Eduardo del Río Flores           |     |
| 25    | DEL   | Orlando Sánchez Luis             |     |
| 29    | DEL   | Gabriel Iván Gómez Coibán        |     |
| D. T. | D. T. | Rubén Hernández Sánchez          |     |

| 6  | Centrocampista | Víctor Arnulfo Ávila Fierro | 49  |
| 26 | Centrocampista | Jonathan Raygoza Gutiérrez  | 68  |
| 3  | Defensa        | Juan Manuel Macías Pérez    | 109 |

| 31 | Delantero      | Christian Noé Muñoz Sánchez    | 72  |
| 2  | Delantero      | Edgar Abraham Medina Santacruz | 79  |
| 22 | Centrocampista | Pedro Jiménez Trejo            | 111 |

| 73' · 84' · 104' | Humberto Benítez Cervantes Carlos Ramón Gil Covarrubias Jhonatan Esau Piñón Solís | 1:1 2:1 3:1 |

| 25' · 119' | Rubén Darío Ruíz Guerrero Eduardo del Río Flores | 0:1 3:2 |

| Sí · Sí · Sí · No · No | ? | 1:0 2:1 3:2 3:3 3:4 |

| Sí · Sí · Sí · Sí · No | ? | 1:1 2:2 3:3 3:4 |

| 47' | José Antonio González Villagrana |

| 14' · 81' | Cristian Adán Morales Velóz Erik Sánchez Cacho |

| Principal  | Edgar Allan Morales Olvera   |
| Asistentes | José Juan Rizo González      |
|            | Iván Joel Martínez Marmolejo |
| Cuarto     | Arturo Isai González Montiel |

|                    |   |   |
| Tiros              | - | - |
| Tiros a puerta     | - | - |
| Faltas             | - | - |
| Saques de esquina  | - | - |
| Penaltis           | - | - |
| Fueras de juego    | - | - |
| Posesión del balón | % | % |

| Alineación inicial |

| Campeón de Ascenso 2014-15            |
| ------------------------------------- |
|                                       |
| Mineros (Fresnillo)                   |
| 1° Título                             |
| Asciende a la Liga Premier de Ascenso |

## Final por el ascenso a la Liga de Ascenso
La Final de Ascenso se llevó a cabo en dos encuentros, un partido de ida y un partido de vuelta.

### Final - Ida
| 12    | POR   | Eduardo Bravo          |     |
| 2     | DEF   | Marco Antonio Figueroa |     |
| 3     | DEF   | Juan Carlos Morales    |     |
| 4     | DEF   | Ricardo García Zarza   |     |
| 14    | DEF   | Jesús Eduardo Compeán  |     |
| 23    | MED   | Hugo Ledezma Almeida   | 62' |
| 7     | MED   | Arturo Tapia           |     |
| 8     | MED   | Emmanuel Arriaga       |     |
| 10    | MED   | Carlos Jerónimo        |     |
| 9     | DEL   | Dante Osorio           |     |
| 11    | DEL   | Alexis Ochoa Gómez     | 72' |
| D. T. | D. T. | Omar Ramírez Lara      |     |

| 23    | POR   | Miguel Ángel Tejeda  |     |
| 16    | DEF   | Martín Baruc Orozco  |     |
| 3     | DEF   | José Luis Verduzco   |     |
| 17    | DEF   | Isao Torres Takata   |     |
| 25    | DEF   | Ramsés Carrasco      |     |
| 2     | MED   | Alan Ramírez         |     |
| 21    | MED   | Irving Ávalos        |     |
| 22    | MED   | Bernardo López Obeso |     |
| 28    | MED   | Gerardo Aguilar      | 62' |
| 27    | DEL   | Juan Carlos Martínez | 54' |
| 11    | DEL   | Jorge Alexis Amador  | 72' |
| D. T. | D. T. | Víctor Hugo Mora     |     |

| 16 | Delantero | Donata Estala           | 62' |
| 22 | Delantero | Jorge Ornelas Tiscareño | 72' |

| 4 | Defensa        | Alfredo de Jesús Padilla | 54' |
| 8 | Centrocampista | Martín Ponce             | 62' |
| 9 | Delantero      | Sergio Soto              | 72' |

| 53' | Jesús Eduardo Compeán |

| 50' | Miguel Ángel Tejeda |

| 51' | José Luis Verduzco |

| Principal  | Adalid Maganda Villalva     |
| Asistentes | Mauricio Nieto Torres       |
|            | Sebastián Fajardo Benavides |
| Cuarto     | Mario Vargas Mata           |

|                    |   |   |
| Tiros              | - | - |
| Tiros a puerta     | - | - |
| Faltas             | - | - |
| Saques de esquina  | - | - |
| Penaltis           | - | - |
| Fueras de juego    | - | - |
| Posesión del balón | % | % |

| Alineación inicial |

| 12    | POR   | Eduardo Bravo          |     |
| 2     | DEF   | Marco Antonio Figueroa |     |
| 3     | DEF   | Juan Carlos Morales    |     |
| 4     | DEF   | Ricardo García Zarza   |     |
| 14    | DEF   | Jesús Eduardo Compeán  |     |
| 23    | MED   | Hugo Ledezma Almeida   | 62' |
| 7     | MED   | Arturo Tapia           |     |
| 8     | MED   | Emmanuel Arriaga       |     |
| 10    | MED   | Carlos Jerónimo        |     |
| 9     | DEL   | Dante Osorio           |     |
| 11    | DEL   | Alexis Ochoa Gómez     | 72' |
| D. T. | D. T. | Omar Ramírez Lara      |     |

| 23    | POR   | Miguel Ángel Tejeda  |     |
| 16    | DEF   | Martín Baruc Orozco  |     |
| 3     | DEF   | José Luis Verduzco   |     |
| 17    | DEF   | Isao Torres Takata   |     |
| 25    | DEF   | Ramsés Carrasco      |     |
| 2     | MED   | Alan Ramírez         |     |
| 21    | MED   | Irving Ávalos        |     |
| 22    | MED   | Bernardo López Obeso |     |
| 28    | MED   | Gerardo Aguilar      | 62' |
| 27    | DEL   | Juan Carlos Martínez | 54' |
| 11    | DEL   | Jorge Alexis Amador  | 72' |
| D. T. | D. T. | Víctor Hugo Mora     |     |

| 16 | Delantero | Donata Estala           | 62' |
| 22 | Delantero | Jorge Ornelas Tiscareño | 72' |

| 4 | Defensa        | Alfredo de Jesús Padilla | 54' |
| 8 | Centrocampista | Martín Ponce             | 62' |
| 9 | Delantero      | Sergio Soto              | 72' |

| 53' | Jesús Eduardo Compeán |

| 50' | Miguel Ángel Tejeda |

| 51' | José Luis Verduzco |

| Principal  | Adalid Maganda Villalva     |
| Asistentes | Mauricio Nieto Torres       |
|            | Sebastián Fajardo Benavides |
| Cuarto     | Mario Vargas Mata           |

|                    |   |   |
| Tiros              | - | - |
| Tiros a puerta     | - | - |
| Faltas             | - | - |
| Saques de esquina  | - | - |
| Penaltis           | - | - |
| Fueras de juego    | - | - |
| Posesión del balón | % | % |

| Alineación inicial |

| 12    | POR   | Eduardo Bravo          |     |
| 2     | DEF   | Marco Antonio Figueroa |     |
| 3     | DEF   | Juan Carlos Morales    |     |
| 4     | DEF   | Ricardo García Zarza   |     |
| 14    | DEF   | Jesús Eduardo Compeán  |     |
| 23    | MED   | Hugo Ledezma Almeida   | 62' |
| 7     | MED   | Arturo Tapia           |     |
| 8     | MED   | Emmanuel Arriaga       |     |
| 10    | MED   | Carlos Jerónimo        |     |
| 9     | DEL   | Dante Osorio           |     |
| 11    | DEL   | Alexis Ochoa Gómez     | 72' |
| D. T. | D. T. | Omar Ramírez Lara      |     |

| 23    | POR   | Miguel Ángel Tejeda  |     |
| 16    | DEF   | Martín Baruc Orozco  |     |
| 3     | DEF   | José Luis Verduzco   |     |
| 17    | DEF   | Isao Torres Takata   |     |
| 25    | DEF   | Ramsés Carrasco      |     |
| 2     | MED   | Alan Ramírez         |     |
| 21    | MED   | Irving Ávalos        |     |
| 22    | MED   | Bernardo López Obeso |     |
| 28    | MED   | Gerardo Aguilar      | 62' |
| 27    | DEL   | Juan Carlos Martínez | 54' |
| 11    | DEL   | Jorge Alexis Amador  | 72' |
| D. T. | D. T. | Víctor Hugo Mora     |     |

| 16 | Delantero | Donata Estala           | 62' |
| 22 | Delantero | Jorge Ornelas Tiscareño | 72' |

| 4 | Defensa        | Alfredo de Jesús Padilla | 54' |
| 8 | Centrocampista | Martín Ponce             | 62' |
| 9 | Delantero      | Sergio Soto              | 72' |

| 53' | Jesús Eduardo Compeán |

| 50' | Miguel Ángel Tejeda |

| 51' | José Luis Verduzco |

| Principal  | Adalid Maganda Villalva     |
| Asistentes | Mauricio Nieto Torres       |
|            | Sebastián Fajardo Benavides |
| Cuarto     | Mario Vargas Mata           |

|                    |   |   |
| Tiros              | - | - |
| Tiros a puerta     | - | - |
| Faltas             | - | - |
| Saques de esquina  | - | - |
| Penaltis           | - | - |
| Fueras de juego    | - | - |
| Posesión del balón | % | % |

| Alineación inicial |

| 12    | POR   | Eduardo Bravo          |     |
| 2     | DEF   | Marco Antonio Figueroa |     |
| 3     | DEF   | Juan Carlos Morales    |     |
| 4     | DEF   | Ricardo García Zarza   |     |
| 14    | DEF   | Jesús Eduardo Compeán  |     |
| 23    | MED   | Hugo Ledezma Almeida   | 62' |
| 7     | MED   | Arturo Tapia           |     |
| 8     | MED   | Emmanuel Arriaga       |     |
| 10    | MED   | Carlos Jerónimo        |     |
| 9     | DEL   | Dante Osorio           |     |
| 11    | DEL   | Alexis Ochoa Gómez     | 72' |
| D. T. | D. T. | Omar Ramírez Lara      |     |

| 23    | POR   | Miguel Ángel Tejeda  |     |
| 16    | DEF   | Martín Baruc Orozco  |     |
| 3     | DEF   | José Luis Verduzco   |     |
| 17    | DEF   | Isao Torres Takata   |     |
| 25    | DEF   | Ramsés Carrasco      |     |
| 2     | MED   | Alan Ramírez         |     |
| 21    | MED   | Irving Ávalos        |     |
| 22    | MED   | Bernardo López Obeso |     |
| 28    | MED   | Gerardo Aguilar      | 62' |
| 27    | DEL   | Juan Carlos Martínez | 54' |
| 11    | DEL   | Jorge Alexis Amador  | 72' |
| D. T. | D. T. | Víctor Hugo Mora     |     |

| 16 | Delantero | Donata Estala           | 62' |
| 22 | Delantero | Jorge Ornelas Tiscareño | 72' |

| 4 | Defensa        | Alfredo de Jesús Padilla | 54' |
| 8 | Centrocampista | Martín Ponce             | 62' |
| 9 | Delantero      | Sergio Soto              | 72' |

| 53' | Jesús Eduardo Compeán |

| 50' | Miguel Ángel Tejeda |

| 51' | José Luis Verduzco |

| Principal  | Adalid Maganda Villalva     |
| Asistentes | Mauricio Nieto Torres       |
|            | Sebastián Fajardo Benavides |
| Cuarto     | Mario Vargas Mata           |

|                    |   |   |
| Tiros              | - | - |
| Tiros a puerta     | - | - |
| Faltas             | - | - |
| Saques de esquina  | - | - |
| Penaltis           | - | - |
| Fueras de juego    | - | - |
| Posesión del balón | % | % |

| Alineación inicial |

### Final - Vuelta
| 23    | POR   | Miguel Ángel Tejeda      |     |
| 16    | DEF   | Martín Baruc Orozco      |     |
| 17    | DEF   | Isao Torres Takata       |     |
| 4     | DEF   | Alfredo de Jesús Padilla |     |
| 25    | DEF   | Ramsés Carrasco          |     |
| 2     | MED   | Alan Gustavo Ramírez     |     |
| 21    | MED   | Irving Ávalos            |     |
| 22    | MED   | Bernardo López Obeso     | 66' |
| 28    | MED   | Gerardo Aguilar          |     |
| 27    | DEL   | Juan Carlos Martínez     | 77' |
| 11    | DEL   | Alexis Amador            | 58' |
| D. T. | D. T. | Víctor Hugo Mora         |     |

| 12    | POR   | Eduardo Bravo          |     |
| 2     | DEF   | Marco Antonio Figueroa |     |
| 3     | DEF   | Juan Carlos Morales    |     |
| 4     | DEF   | Jesús García Zarza     |     |
| 14    | DEF   | Jesús Eduardo Compeán  | 66' |
| 10    | MED   | Eduardo Jerónimo       |     |
| 7     | MED   | Arturo Tapia           | 80' |
| 8     | MED   | Emmanuel Arriaga       | 45' |
| 23    | MED   | Hugo Ledezma Almeida   |     |
| 9     | DEL   | Dante Osorio           |     |
| 11    | DEL   | Alexis Ochoa           |     |
| D. T. | D. T. | Omar Ramírez           |     |

| 9 | Delantero      | Sergio Soto       | 58' |
| 7 | Centrocampista | Francisco Camacho | 66' |
| 8 | Centrocampista | Aarón Ponce       | 77' |

| 16 | Delantero      | Donato Estala           | 45'   |
| 13 | Centrocampista | Miguel Ángel Méndez     | 66'   |
| 22 | Delantero      | Jorge Ornelas Tiscareño | Entró |

| 41' · 43' · 63' | Bernardo López Obeso Ramsés Carrasco Gerardo Aguilar | 1:0 2:0 3:1 |

| 48' | Alexis Ochoa | 2:1 |

| 89' | Gerardo Aguilar |

| 30' · 85' | Marco Antonio Figueroa Hugo Ledezma Almeida |

| Principal  | Juan Andrés Esquivel      |
| Asistentes | Marco Birguerra           |
|            | Enrique Martínez Sandoval |
| Cuarto     | Oscar Mejía               |

|                    |   |   |
| Tiros              | - | - |
| Tiros a puerta     | - | - |
| Faltas             | - | - |
| Saques de esquina  | - | - |
| Penaltis           | - | - |
| Fueras de juego    | - | - |
| Posesión del balón | % | % |

| Alineación inicial |

| 23    | POR   | Miguel Ángel Tejeda      |     |
| 16    | DEF   | Martín Baruc Orozco      |     |
| 17    | DEF   | Isao Torres Takata       |     |
| 4     | DEF   | Alfredo de Jesús Padilla |     |
| 25    | DEF   | Ramsés Carrasco          |     |
| 2     | MED   | Alan Gustavo Ramírez     |     |
| 21    | MED   | Irving Ávalos            |     |
| 22    | MED   | Bernardo López Obeso     | 66' |
| 28    | MED   | Gerardo Aguilar          |     |
| 27    | DEL   | Juan Carlos Martínez     | 77' |
| 11    | DEL   | Alexis Amador            | 58' |
| D. T. | D. T. | Víctor Hugo Mora         |     |

| 12    | POR   | Eduardo Bravo          |     |
| 2     | DEF   | Marco Antonio Figueroa |     |
| 3     | DEF   | Juan Carlos Morales    |     |
| 4     | DEF   | Jesús García Zarza     |     |
| 14    | DEF   | Jesús Eduardo Compeán  | 66' |
| 10    | MED   | Eduardo Jerónimo       |     |
| 7     | MED   | Arturo Tapia           | 80' |
| 8     | MED   | Emmanuel Arriaga       | 45' |
| 23    | MED   | Hugo Ledezma Almeida   |     |
| 9     | DEL   | Dante Osorio           |     |
| 11    | DEL   | Alexis Ochoa           |     |
| D. T. | D. T. | Omar Ramírez           |     |

| 9 | Delantero      | Sergio Soto       | 58' |
| 7 | Centrocampista | Francisco Camacho | 66' |
| 8 | Centrocampista | Aarón Ponce       | 77' |

| 16 | Delantero      | Donato Estala           | 45'   |
| 13 | Centrocampista | Miguel Ángel Méndez     | 66'   |
| 22 | Delantero      | Jorge Ornelas Tiscareño | Entró |

| 41' · 43' · 63' | Bernardo López Obeso Ramsés Carrasco Gerardo Aguilar | 1:0 2:0 3:1 |

| 48' | Alexis Ochoa | 2:1 |

| 89' | Gerardo Aguilar |

| 30' · 85' | Marco Antonio Figueroa Hugo Ledezma Almeida |

| Principal  | Juan Andrés Esquivel      |
| Asistentes | Marco Birguerra           |
|            | Enrique Martínez Sandoval |
| Cuarto     | Oscar Mejía               |

|                    |   |   |
| Tiros              | - | - |
| Tiros a puerta     | - | - |
| Faltas             | - | - |
| Saques de esquina  | - | - |
| Penaltis           | - | - |
| Fueras de juego    | - | - |
| Posesión del balón | % | % |

| Alineación inicial |

| 23    | POR   | Miguel Ángel Tejeda      |     |
| 16    | DEF   | Martín Baruc Orozco      |     |
| 17    | DEF   | Isao Torres Takata       |     |
| 4     | DEF   | Alfredo de Jesús Padilla |     |
| 25    | DEF   | Ramsés Carrasco          |     |
| 2     | MED   | Alan Gustavo Ramírez     |     |
| 21    | MED   | Irving Ávalos            |     |
| 22    | MED   | Bernardo López Obeso     | 66' |
| 28    | MED   | Gerardo Aguilar          |     |
| 27    | DEL   | Juan Carlos Martínez     | 77' |
| 11    | DEL   | Alexis Amador            | 58' |
| D. T. | D. T. | Víctor Hugo Mora         |     |

| 12    | POR   | Eduardo Bravo          |     |
| 2     | DEF   | Marco Antonio Figueroa |     |
| 3     | DEF   | Juan Carlos Morales    |     |
| 4     | DEF   | Jesús García Zarza     |     |
| 14    | DEF   | Jesús Eduardo Compeán  | 66' |
| 10    | MED   | Eduardo Jerónimo       |     |
| 7     | MED   | Arturo Tapia           | 80' |
| 8     | MED   | Emmanuel Arriaga       | 45' |
| 23    | MED   | Hugo Ledezma Almeida   |     |
| 9     | DEL   | Dante Osorio           |     |
| 11    | DEL   | Alexis Ochoa           |     |
| D. T. | D. T. | Omar Ramírez           |     |

| 9 | Delantero      | Sergio Soto       | 58' |
| 7 | Centrocampista | Francisco Camacho | 66' |
| 8 | Centrocampista | Aarón Ponce       | 77' |

| 16 | Delantero      | Donato Estala           | 45'   |
| 13 | Centrocampista | Miguel Ángel Méndez     | 66'   |
| 22 | Delantero      | Jorge Ornelas Tiscareño | Entró |

| 41' · 43' · 63' | Bernardo López Obeso Ramsés Carrasco Gerardo Aguilar | 1:0 2:0 3:1 |

| 48' | Alexis Ochoa | 2:1 |

| 89' | Gerardo Aguilar |

| 30' · 85' | Marco Antonio Figueroa Hugo Ledezma Almeida |

| Principal  | Juan Andrés Esquivel      |
| Asistentes | Marco Birguerra           |
|            | Enrique Martínez Sandoval |
| Cuarto     | Oscar Mejía               |

|                    |   |   |
| Tiros              | - | - |
| Tiros a puerta     | - | - |
| Faltas             | - | - |
| Saques de esquina  | - | - |
| Penaltis           | - | - |
| Fueras de juego    | - | - |
| Posesión del balón | % | % |

| Alineación inicial |

| 23    | POR   | Miguel Ángel Tejeda      |     |
| 16    | DEF   | Martín Baruc Orozco      |     |
| 17    | DEF   | Isao Torres Takata       |     |
| 4     | DEF   | Alfredo de Jesús Padilla |     |
| 25    | DEF   | Ramsés Carrasco          |     |
| 2     | MED   | Alan Gustavo Ramírez     |     |
| 21    | MED   | Irving Ávalos            |     |
| 22    | MED   | Bernardo López Obeso     | 66' |
| 28    | MED   | Gerardo Aguilar          |     |
| 27    | DEL   | Juan Carlos Martínez     | 77' |
| 11    | DEL   | Alexis Amador            | 58' |
| D. T. | D. T. | Víctor Hugo Mora         |     |

| 12    | POR   | Eduardo Bravo          |     |
| 2     | DEF   | Marco Antonio Figueroa |     |
| 3     | DEF   | Juan Carlos Morales    |     |
| 4     | DEF   | Jesús García Zarza     |     |
| 14    | DEF   | Jesús Eduardo Compeán  | 66' |
| 10    | MED   | Eduardo Jerónimo       |     |
| 7     | MED   | Arturo Tapia           | 80' |
| 8     | MED   | Emmanuel Arriaga       | 45' |
| 23    | MED   | Hugo Ledezma Almeida   |     |
| 9     | DEL   | Dante Osorio           |     |
| 11    | DEL   | Alexis Ochoa           |     |
| D. T. | D. T. | Omar Ramírez           |     |

| 9 | Delantero      | Sergio Soto       | 58' |
| 7 | Centrocampista | Francisco Camacho | 66' |
| 8 | Centrocampista | Aarón Ponce       | 77' |

| 16 | Delantero      | Donato Estala           | 45'   |
| 13 | Centrocampista | Miguel Ángel Méndez     | 66'   |
| 22 | Delantero      | Jorge Ornelas Tiscareño | Entró |

| 41' · 43' · 63' | Bernardo López Obeso Ramsés Carrasco Gerardo Aguilar | 1:0 2:0 3:1 |

| 48' | Alexis Ochoa | 2:1 |

| 89' | Gerardo Aguilar |

| 30' · 85' | Marco Antonio Figueroa Hugo Ledezma Almeida |

| Principal  | Juan Andrés Esquivel      |
| Asistentes | Marco Birguerra           |
|            | Enrique Martínez Sandoval |
| Cuarto     | Oscar Mejía               |

|                    |   |   |
| Tiros              | - | - |
| Tiros a puerta     | - | - |
| Faltas             | - | - |
| Saques de esquina  | - | - |
| Penaltis           | - | - |
| Fueras de juego    | - | - |
| Posesión del balón | % | % |

| Alineación inicial |

| Campeón de Ascenso 2014-15    |
| ----------------------------- |
|                               |
| Universidad de Colima         |
| 1.º Título                    |
| Asciende a la Liga de Ascenso |